# VTJ 1st
VTJ 1st（ブイティージェー・ファースト）は、日本の総合格闘技団体「VTJ」の大会の一つ。2012年12月24日、東京都渋谷区の国立代々木競技場第二体育館で開催された。

## 大会概要
2009年10月30日に開催された「VALE TUDO JAPAN 09」以来、約3年ぶりの開催となることが、2012年7月16日のプロフェッショナル修斗公式戦にて発表された。またリングではなく金網で行う事も併せて発表された。また本大会より正式名称をVTJとする事も発表された。

## 試合結果
オープニングファイト 160ポンド（72.5kg）契約 5分3R
○  星野大介 vs.  クンタップ・ジャレンチャイ・ソムチャイ ×
1R 2:19 腕ひしぎ十字固め
第1試合 177ポンド（80.2kg）契約 5分3R
○  中村K太郎 vs.  鈴木信達 ×
1R 2:03 リアネイキドチョーク
第2試合 136ポンド（61.6kg）契約 5分3R
○  大沢ケンジ vs.  リオン武 ×
3R終了 判定3-0
第3試合 115ポンド契約（52.1Kg）契約 5分2R
○  藤井惠 vs.  V.V Mei ×
2R終了 判定3-0
第4試合 135ポンド契約（61.2kg）契約 5分3R
○  堀口恭司 vs.  イアン・ラブランド ×
3R終了 判定3-0
第5試合 125ポンド（56.7kg）契約 5分3R
○  ダレル・モナヒュー vs.  マモル ×
3R終了 判定2-1
第6試合 155ポンド（70.3kg）契約 5分3R
○  弘中邦佳 vs.  カーロ・プラター ×
3R終了 判定3-0
第7試合 135ポンド（61.2kg）契約 5分3R
○  所英男 vs.  佐藤ルミナ ×
1R 0:39 KO（パウンド）